# 黑鳞顶冰花
黑鳞顶冰花（学名：Gagea nigra）为百合科顶冰花属下的一个种。其种加词“nigra”意为“黑色的，暗色的”。
现接受名为林生顶冰花（Gagea filiformis (Ledeb.) Kar. & Kir., 1841）。